# Lineare Hülle

Ein Vektor und seine lineare Hülle.

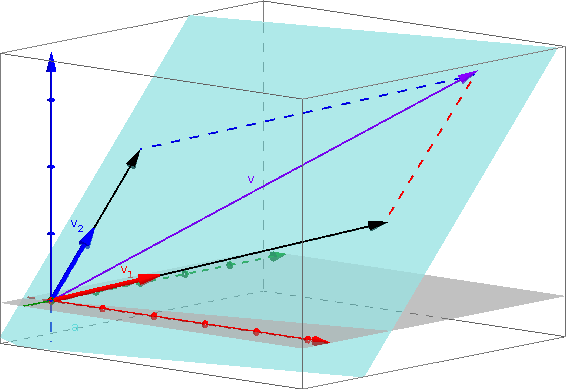
Die blaue Ebene stellt die lineare Hülle der beiden Vektoren und dar. (ist eine Linearkombination der beiden Vektoren.)

In der linearen Algebra ist die lineare Hülle (auch der Spann, Span [aus dem Englischen, von [linear] span], Aufspann, Erzeugnis oder Abschluss genannt) einer Teilmenge {\displaystyle A} eines Vektorraums {\displaystyle V} über einem Körper {\displaystyle K} die Menge aller Linearkombinationen mit Vektoren aus {\displaystyle A} und Skalaren aus {\displaystyle K}. Die lineare Hülle bildet einen Untervektorraum, der gleichzeitig der kleinste Untervektorraum ist, der {\displaystyle A} enthält.

## Definition

### Konstruktive Definition
Ist {\displaystyle V} ein Vektorraum über einem Körper {\displaystyle K} und {\displaystyle A\subset V} eine Teilmenge des Vektorraums, dann ist
{\displaystyle \langle A\rangle =\left\{\left.\textstyle \sum \limits _{i=1}^{n}\lambda _{i}a_{i}\right|\lambda _{i}\in K,a_{i}\in A,n\in \mathbb {N} \right\}}
die lineare Hülle von {\displaystyle A}. Die lineare Hülle ist die Menge aller Linearkombinationen der {\displaystyle a_{i}}.
Im Fall einer endlichen Teilmenge {\displaystyle A} vereinfacht sich diese Definition zu
{\displaystyle \langle \{a_{1},a_{2},\dotsc ,a_{n}\}\rangle =\{\lambda _{1}a_{1}+\lambda _{2}a_{2}+\dotsb +\lambda _{n}a_{n}\mid \lambda _{1},\lambda _{2},\dotsc ,\lambda _{n}\in K\}}.
Die lineare Hülle der leeren Menge ist der Nullvektorraum, das heißt
{\displaystyle \langle \emptyset \rangle =\{0\}},
denn die leere Summe von Vektoren ergibt per Definition den Nullvektor.

### Andere Definitionen
Äquivalent zu der konstruktiven Definition sind die folgenden Definitionen:
- Die lineare Hülle einer Teilmenge {\displaystyle A} eines Vektorraums {\displaystyle V} ist der kleinste Untervektorraum, der die Menge {\displaystyle A} enthält.
- Die lineare Hülle einer Teilmenge {\displaystyle A} eines Vektorraums {\displaystyle V} ist die Schnittmenge aller Untervektorräume {\displaystyle U} von {\displaystyle V}, die {\displaystyle A} enthalten.

### Notation
Als Symbole für die lineare Hülle von {\displaystyle A} werden {\displaystyle \operatorname {span} (A)} bzw. {\displaystyle \operatorname {Span} (A)}, {\displaystyle \langle A\rangle }, {\displaystyle L(A)}, {\displaystyle \operatorname {lin} A} oder {\displaystyle {\mathcal {L}}(A)} verwendet. Ist {\displaystyle A} endlich, etwa {\displaystyle A=\{a_{1},\dotsc ,a_{n}\}}, werden doppelte Klammern vermieden, indem die Schreibweisen {\displaystyle \langle a_{1},\dotsc ,a_{n}\rangle }, {\displaystyle L\{a_{1},\dotsc ,a_{n}\}} oder {\displaystyle {\mathcal {L}}\{a_{1},\dotsc ,a_{n}\}} verwendet werden.

## Eigenschaften
Seien {\displaystyle A} und {\displaystyle B} Teilmengen des {\displaystyle K}-Vektorraumes {\displaystyle V}. Dann gelten:
1. {\displaystyle A\subseteq \langle A\rangle },
2. {\displaystyle A\subseteq B\Rightarrow \langle A\rangle \subseteq \langle B\rangle },
3. {\displaystyle \langle A\rangle =\langle \langle A\rangle \rangle }.

Diese drei Eigenschaften charakterisieren die lineare Hülle als Hüllenoperator.
Weiter gelten: 
- Die lineare Hülle einer Teilmenge eines Vektorraums {\displaystyle V} ist ein Untervektorraum von {\displaystyle V}.

- Für jeden Unterraum {\displaystyle U} eines Vektorraums {\displaystyle V} gilt {\displaystyle \langle U\rangle =U}.

- Eine Menge von Vektoren ist ein Erzeugendensystem ihrer linearen Hülle. Ist insbesondere eine Menge von Vektoren ein Erzeugendensystem eines Unterraumes, so ist dieser ihre lineare Hülle.

- Die Summe {\displaystyle U_{1}+U_{2}=\{u_{1}+u_{2}\mid u_{1}\in U_{1},u_{2}\in U_{2}\}} zweier Unterräume {\displaystyle U_{1},U_{2}} ist die lineare Hülle der Vereinigungsmenge, also {\displaystyle U_{1}+U_{2}=\langle U_{1}\cup U_{2}\rangle }.

- In der Menge {\displaystyle T} der Unterräume eines Vektorraumes (einschließlich des Gesamtraums) kann man die Operation „bilde die lineare Hülle der Vereinigungsmenge“ als zweistellige Verknüpfung einführen. Die dazu duale Verknüpfung ist die Schnittmengenbildung. Mit diesen Verknüpfungen bildet {\displaystyle T} dann einen Verband.

- Sind {\displaystyle U,V} Unterräume eines Vektorraumes, dann gilt für die Dimensionen der linearen Hülle die Dimensionsformel:

{\displaystyle \dim(U+V)+\dim(U\cap V)=\dim U+\dim V}.

## Beispiele
- Die lineare Hülle {\displaystyle \langle a\rangle } eines einzelnen Vektors {\displaystyle a\in \mathbb {R} ^{2}\setminus \{(0,0)\}} ist eine Gerade durch den Ursprung.

- Die beiden Vektoren {\displaystyle (3,0,0)} und {\displaystyle (0,2,0)} sind Elemente des reellen Vektorraums {\displaystyle \mathbb {R} ^{3}}. Ihre lineare Hülle {\displaystyle \langle (3,0,0),(0,2,0)\rangle } ist die {\displaystyle x}-{\displaystyle y}-Ebene.

- Sei {\displaystyle K[[X]]=\left\{\left.\textstyle \sum \limits _{k=0}^{\infty }\lambda _{k}X^{k}\right|(\lambda _{k})_{k\in \mathbb {N} _{0}}\in K^{\mathbb {N} _{0}}\right\}} der Vektorraum der formalen Potenzreihen über dem Körper {\displaystyle K} und {\displaystyle A=\{X^{k}\mid k\in \mathbb {N} \}} die Menge der Monome. Dann ist die lineare Hülle von {\displaystyle A} der Unterraum der Polynome:
{\displaystyle \langle A\rangle =\left\{\left.\textstyle \sum \limits _{i=0}^{n}\lambda _{i}X^{i}\right|n\in \mathbb {N} ,\lambda _{0},\dotsc ,\lambda _{n}\in K\right\}=K[X]}.